# Liohippelates bicolor
Liohippelates bicolor är en tvåvingeart som först beskrevs av Daniel William Coquillett 1898.  Liohippelates bicolor ingår i släktet Liohippelates och familjen fritflugor. Inga underarter finns listade i Catalogue of Life.